# Macrophiothrix speciosa
Macrophiothrix speciosa är en ormstjärneart som först beskrevs av Jean Baptiste François René Koehler 1898.  Macrophiothrix speciosa ingår i släktet Macrophiothrix och familjen Ophiothrichidae. Inga underarter finns listade i Catalogue of Life.